# Fūjin Kaikō
Fūjin Kaikō(風神界逅; The God of the Winds Confronts the Realms) è l'11º album del gruppo heavy metal giapponese Onmyo-za, pubblicato il 24 Settembre 2014 insieme all'album gemello Raijin Sōsei(雷神創世; The God of Thunder Creates the World) in Giappone dalla King Records (etichetta discografica giapponese). L'album ha raggiunto la posizione numero 10 della classifica Oricon(classifica musicale giapponese).

## Tracce
1. fūjin (God of the Winds (instrumental))
2. kamikaze (Divine Wind)
3. saredo itsuwari no okuribi (Nevertheless a False Bonfire)
4. ichimokuren
5. hemibiko (Snake Spirit Curse)
6. tsumujikaze (Whirlwind)
7. mufū-ninpōchō (Ninja Scroll of Calm)
8. yaobikuni
9. manazashi (Gaze)
10. kumo wa ryū ni mai, kaze wa tori ni utau (The Dragon-dance of the Clouds, the Phoenix-song of the Wind)
11. yue ni sono toki koto kaze no gotoku (Therefore Being as Fleet as the Wind)
12. haru ranman ni shiki no mau nari (The Shiki Dance when the Spring is in Full Bloom)